# Noëlle Aarts
M.N.C. (Noëlle) Aarts (Hulst, 1957) is een Nederlands hoogleraar socio-ecologische interactie aan de Radboud Universiteit en deskundige op het gebied van conflict, onderhandeling, communicatie en dialoog over complexe maatschappelijke vraagstukken.

## Biografie
Aarts studeerde biologie (niet afgemaakt) en behaalde haar academische graad in de culturele antropologie aan de Radboud Universiteit Nijmegen. In 1998 promoveerde ze aan de Wageningen Universiteit op het proefschrift Een kwestie van natuur; een studie naar de aard en het verloop van communicatie over natuur en natuurbeleid onder Cees van Woerkum. In 2008 werd ze aan de Universiteit van Amsterdam benoemd tot bijzonder hoogleraar Strategische Communicatie. Haar onderzoek richt zich op de aard en het verloop van gesprekken over complexe aangelegenheden in de context van innovatie en verandering. Tot 2017 bekleedde zij als zodanig de Logeion-leerstoel. In 2015 werd ze aangesteld als persoonlijk hoogleraar Communicatie en Verandering in Life Science Contexten aan de Wageningen Universiteit. Daarvoor was ze universitair hoofddocent strategische communicatie aan diezelfde universiteit. Op 3 september van datzelfde jaar sprak ze haar inaugurele rede The Art of Dialogue uit waarin zij een aantal mechanismen bespreekt die maken dat gesprekken tussen andersdenkenden in veel gevallen eerder een verdere verwijdering dan een toenadering tot gevolg hebben. Tevens werd ze in 2015 verkozen tot docent van het jaar aan de Wageningen Universiteit. In 2016 en in 2017 behoorde ze opnieuw tot de genomineerden.
Verder is Aarts bestuurslid van het Rathenau Instituut, lid van de raad van advies bij BEX* Communicatie, van de adviserende klankbordgroep van de NVWA en van het Comité Beleid en Aanbeveling (CBA) van de Academie voor Overheidscommunicatie. In 2016 was ze op televisie te zien in een reeks colleges van de Universiteit van Nederland over communicatie tussen andersdenkenden. Aarts is een veelvuldig gevraagd spreker over gesprekken met andersdenkenden, waarom we dat zo ingewikkeld vinden en wat we daaraan kunnen doen. 
Sinds 2017 werkt Aarts als hoogleraar Socio-Ecologische Interactie bij het Instituut voor Science in Society (ISiS) aan de Radboud Universiteit in Nijmegen waarvan zij tevens de directeur is. Zij bestudeert de invloed van mensen op de leefomgeving en andersom: de invloed van de leefomgeving op hoe mensen zich gedragen.

## Onderscheiding
- Ridder in de Orde van Oranje-Nassau (Lintjesregen 2024).[2]

## Publicaties (selectie)
- Van Herzele, A. & N. Aarts (2019. Arguing along fault lines: a rhetoric of public debate over wildlife comeback. Conservation & Society 17 (4), 343-354.
- Stevens, T., N. Aarts, A. Dewulf & K. Termeer (2018}. Social Media Hypes about Agro-Food Issues: Activism, Scandals and Conflicts. Food Policy, 79
- Idrissou, L., N. Aarts, C. Leeuwis & A. van Paassen (2018). Understanding conflict’s dynamics in participatory natural resource management: a critical review. European Journal of Business and Social Sciences, Vol. 6, 10, 24-40
- Malekian, A., D. Hayati & N. Aarts (2017). Conceptualizations of Water Security in the Agricultural Sector: Perceptions, Practices, and Paradigms. Journal of Hydrology, 224-232
- N. Aarts (2015). The Art of Dialogue, Wageningen University (oratie Wageningen University)
- A. Van Herzele, N. Aarts & J. Casaer (2015). Wildlife comeback in Flanders: tracing the fault lines and dynamics of public debate. European Journal for Wildlife Research, 61(4), 539-555
- N. Aarts, C. Steuten & C. van Woerkum (2014). Strategische Communicatie, Koninklijke van Gorkum BV, derde, sterk gewijzigde druk
- A. van Herzele & N. Aarts (2013). "My forest, my kingdom": Self-referentiality as a strategy in the case of small forest owners coping with governmental regulations. Policy Sciences, 46(1), 63-81
- C.Leeuwis & N.Aarts (2011). Rethinking communication in innovation processes: Creating space for change in complex systems. The Journal of Agricultural Education and Extension, 17(1), 21-36
- C. van Woerkum & N. Aarts (2011). Organizing by projective hearing: The active use of a passive sense. International Journal of Strategic Communication, 5(3), 171-182
- N. Aarts & C. Leeuwis (2010). Participation and power: Reflections on the role of government in land use planning and rural development. Journal of Agricultural Education and Extension, 16(2), 131-145
- N. Aarts (2009). Een gesprek zonder einde. Over strategische communicatie in een voortdurend veranderende omgeving, Amsterdam University Press (oratie Universiteit van Amsterdam)